# Félix de Beaujour
Pour les articles homonymes, voir Beaujour.
Louis-Auguste Félix de Beaujour, de son nom de naissance Louis-Auguste Féris et connu le plus souvent sous le nom de Félix de Beaujour, né à Callas (Var) le 28 décembre 1765 et mort à Paris le 1er juillet 1836, est un diplomate, homme politique et historien français.

## Biographie
Il est le fils aîné d'une famille modeste, son père, François Féris, est muletier, et a épousé Anne Giraud.
Il fait de brillantes études au collège de Draguignan puis à Aix-en-Provence, puis à Paris, où il étudie la théologie à Saint-Sulpice mais choisit de faire carrière laïque et entre au Ministère des Affaires Extérieures. Successivement secrétaire de légation à Munich en 1790, à Dresde en 1791, consul général en Grèce en 1794 il devient consul général chargé d'affaires en Suède en 1799.
De retour en France en 1800, il se lie d'amitié avec l'abbé Sieyès, qui le fait nommer membre du Tribunat. Il est d'abord secrétaire puis président du Tribunat en 1803. Il est fait chevalier de la Légion d'honneur en 1804.
Lors de la dissolution de l'assemblée, il est envoyé aux États-Unis à Washington de 1804 à 1811, en qualité de commissaire général, avec pour mission de vendre la Louisiane aux États-Unis et de rapatrier du Mexique des fonds importants délégués à la France par l'Espagne. Sa fortune est faite.
Beaujour revient en France en 1814. Talleyrand lui fait obtenir le poste de consul général à Smyrne en 1816, puis en 1817 celui d'inspecteur général des Établissements français dans le Levant,. En 1818, Louis XVIII lui confère le titre de baron. Il transforme alors son patronyme (Féris) en prénom (Félix) et adopte le nom de Beaujour
Beaujour est ensuite député des Bouches-du-Rhône de 1831 à 1834 et fait pair de France en 1835.
Le 1er juillet 1836, alors qu’il vient d’être promu officier de la Légion d’Honneur, il décède à Paris sans laisser de descendance.

## Postérité
Beaujour est à l'origine de deux prix académiques à son nom :
- le Prix Félix de Beaujour, quinquennal, décerné pour la première fois en 1832, par l'Académie des sciences morales et politiques à l'auteur du meilleur mémoire sur les moyens de prévenir ou de soulager la misère. Beaujour deviendra membre de cette académie en 1836,
- le Prix Félix de Beaujour, annuel, décerné par l’Académie de Marseille, dont il fut membre associé.

Félix de Beaujour a légué 100 000 francs (1836) à Callas destinés à la création d’un hôpital et d’une école de filles. L'hospice fût bâti et terminé en 1844 mais la somme ne suffit pas à réaliser le projet dans sa totalité. En 1900, il fut transformé en école communale de filles, plus tard en école mixte. Il devient encore successivement bibliothèque, logement, bâtiment dédié à la vie associative a gré des besoins de la commune mais La façade conserve son cachet initial avec, gravée dans la pierre, l'inscription « Hospice Beaujour ».
La tombe de Félix de Beaujour se trouve au sein de la 48e division du cimetière du Père-Lachaise.
- Elle est l’œuvre la plus connue de François-Alexis Cendrier (1803-1893), architecte des compagnies ferroviaires du Paris-Orléans et du Paris-Lyon. Elle comporte une crypte circulaire et un oratoire. La partie visible émergée figure une colonne en forme de phare ou de « lanterne des morts » ; avec 22 mètres de haut, elle culmine au dessus du « Tout-Paris »[5] aux sens propre et figuré.
- Parmi les cercueils reposent celui de son oncle, l’officier Jean-François Pierrugues (1794-1860), polytechnicien, commandant au 9e Régiment d’Artillerie de Marseille puis maire de Gouex (Vienne) et du gendre de ce dernier, l’amiral Charles Jaurès[6] (1808-1870), chargé d’amener en France un obélisque offert au roi Louis XVIII par le Pacha d’Égypte Méhémet Ali, qui se dresse désormais sur la place de la Concorde.

## Principales publications
- Tableau du commerce de la Grèce, formé d'après une année moyenne, depuis 1787 jusqu'en 1797 (2 volumes, 1799) Texte en ligne 2
- Du traité de Lunéville (1801)
- Du traité d'Amiens (1802)
- Aperçu des États-Unis, au commencement du XIXe siècle, depuis 1800 jusqu'en 1810, avec des tables statistiques  (1 volume, 1814)
- Théorie des gouvernements, ou Exposition simple de la manière dont on peut les organiser et les conserver dans l'état présent de la civilisation en Europe (2 volumes, 1823)
- Tableau des Révolutions de la France depuis la conquête des Francs jusqu'à l'établissement de la Charte, ou Examen critique des causes qui ont changé le Gouvernement français (1825)
- Voyage militaire dans l'Empire othoman, ou Description de ses frontières et de ses principales défenses, soit naturelles, soit artificielles (2 volumes, 1829)
- De l'Expédition d'Annibal en Italie, et de la meilleure manière d'attaquer et de défendre la péninsule italienne, avec une carte (1832)